# حسین بن علی در هنر و ادبیات

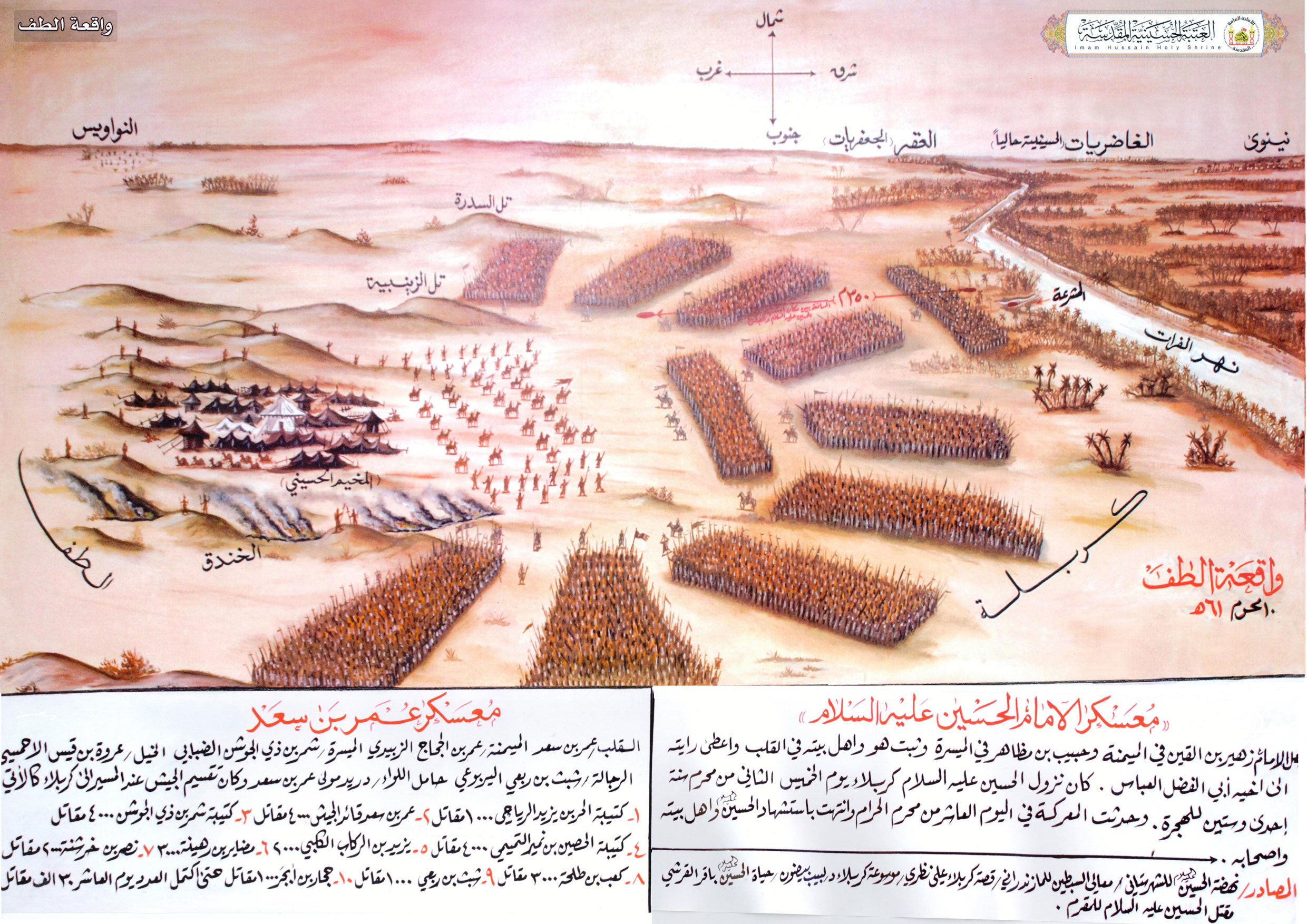
نبرد کربلا

در نظم و نثر فارسی نامِ حسین بن علی یا مشهورترین کنیه‌اش، «اباعبدالله»، و بعض القابش، مانند مظلوم کربلا، سیدالشهداء، سالار شهیدان، سرور آزادگان و شاه تشنه‌لبان، یا نام‌های همراه یا در تقابل با او مانند کربلا، عاشورا، شمر و یزید سهم چشمگیری دارد. بزرگداشت یا عزاداری برای حسین بن علی تا سال ۳۵۲ ه‍.ق — که مُعِزُّالدُّولهٔ دِیْلَمی فرمانِ اقامهٔ عزا داد — قدغن بود. پس از آن، در دورهٔ آزاداندیشی سامانیان و نیمهٔ دوم سدهٔ چهارم هجری، اوضاع آرام بود. نیمهٔ دوم سدهٔ پنجم و سراسر سدهٔ ششم هجری دوران فشار مذهبی بر مخالفان مذهبی حکومت بود. در سده‌های هفتم و هشتم هجری اشعار مذهبی رواج یافت و در ابتدای سدهٔ هشتم در عصر اولجایتو، سوگواری عاشورا باز برپا شد.
آثار منثور در این‌باره را می‌توان به دو دستهٔ متون تاریخی و متون عرفانی و ادبی بخش کرد. در دستهٔ اول، که دارای ارزش ادبی نیز هست، گزارش‌هایی از رویداد عاشورا بیان شده که ارزش تاریخی دارد، مانند آثاری از مسعودی، بیهقی، بیرونی، ناصرخسرو، راوندی و حمدالله مستوفی. دستهٔ دومِ آثار منثور، به‌خاطر بیان ادبی فضیلت‌های حسین بن علی و یارانش، بیشتر به شعر نزدیک است و از دیدگاه فلسفی نیز شعر منثور شمرده می‌شوند. آثار کَشفُ‌الْمَحجوب هُجْویری، کَشفُ‌الأسرار و عُدَّةُالأبرار رشیدالدین میبدی، عبدالکریم قُشَیْری، تَذکِرَةُالأُولیاء عطّار، آثار مولوی و فیهِ ما فیه، افلاکی، اسیری لاهیجی، حمیدالدین بلخی، بهاءالدین بغدادی، خواجه نصیرالدین طوسی و بهارستان جامی از این دستند. فیلمنامهٔ روز واقعهٔ بهرام بیضایی از اهمّ آثار منثور فارسی پس از مشروطه به‌شمار می‌رود، که از رویش فیلم پربیننده‌ای به همین نام نیز ساخته شده‌است.
آثار ادبی در حوزهٔ شعر منظوم دربارهٔ حسین بن علی و کربلا را نیز می‌توان به دو دستهٔ دورهٔ متقدمان و دورهٔ متأخران تا عصر حاضر دسته‌بندی کرد. دورهٔ نخست که حکومت‌های غیر شیعی بر ایران فرمانروایی دارند، از سدهٔ چهارم هجری هم‌زمان با رواج شعر دری آغاز می‌شود و تا سدهٔ دهم هجری و برپایی حکومت صفوی ادامه می‌یابد. در این دوره، همه یا اکثریت شاعران شیعه و اهل سنت، هر یک به‌گونه‌ای به حسین بن علی و عاشورا پرداخته‌اند. کسایی مروزی نخستین شاعر این دوره است که مرثیه می‌سراید. پس از او قوامی رازی، سنایی، عطار، مولوی، سیف فرغانی، جامی، خاقانی، کمال‌الدین اسماعیل اصفهانی، سید حسن غزنوی، سعدی، خواجوی کرمانی، سلمان ساوجی، حسن کاشی و ابن حسام خوسفی سروده‌هایی دربارهٔ حسین بن علی و کربلا آفریده‌اند. در دورهٔ دوم با آغاز حکومت صفوی و رسمی شدن تشیع در ایران، سروده‌های مذهبی و عاشورایی رونق یافت. محتشم کاشانی، صائب تبریزی، شهریار از شاعران مطرح در این زمینه هستند. در این دوره برخی شاعران به گزارش شاعرانهٔ عاشورا دست زده‌اند که می‌توان آنان را در دو دستهٔ تاریخ‌گرا و عرفان‌گرا جای داد. تاریخ‌گرایان که اکثریت هستند، به عاشورا از منظر تاریخی نگریسته‌اند. صباحی بیدگلی، عبدالرزاق لاهیجی، فیض کاشانی، میرزا رحیم‌نیا، جیحون یزدی، محمدتقی بهار، جلال‌الدین همایی و امیری فیروزکوهی از این دسته‌اند. گروه دوم یا عرفان‌گرایان نگاهی عرفانی به عاشورا داشته‌اند. صفی علیشاه، عُمّان سامانی، ملا احمد نراقی، بیدل دهلوی و اقبال لاهوری و هوشنگ ابتهاج از این گروهند.
از آغاز قیام حسین بن علی و واقعهٔ عاشورا، شاعرانِ عرب زبان در آثار خویش آن را حکایت کردند که با توجه به شرایطِ سیاسیِ حاکم بر دوران اموی و عباسی، بسیاری از آنان در تنگنا قرار گرفتند یا تهدید و اذیت و آزار شدند. عُبَیْدُالله بن حُرِّ جُعْفی — که حسین بن علی از او یاری خواست — نخستین کسی است که در حسرتِ همراهیِ وی مرثیه سرود، عُقبَة بن عَمْرو سَهْمی، کُمَیْت اَسَدی، سید اسماعیل حِمْیَری، دِعْبِل خُزاعی، منصور نَمَری، عَبدی کوفی و بسیاری دیگر از شاعرانی هستند که در تنگنای سیاسیِ اموی و عباسی و با خطرات جانی در این زمینه شعر سرودند. عَوْف اَزْدی از تَوّابینی است که در قیامِ تَوّابین کشته شد و در اشعارش پشیمانی به‌چشم می‌خورد. دیکُ الْجِنّ، صنوبری، کُشاجم، ابوفِراس، ابن هانی، از دیگر شاعرانی هستند که در دوران عباسی شعر سروده‌اند. تشکیلِ دولت‌های شیعی سبب شد تا آزادیِ نسبی در سرزمین‌های عربی برقرار شود و زمینه برای بیان مسائلی مانند خونخواهیِ حسین بن علی نیز بیشتر فراهم شود. منصور بن بَسّام بغدادی، ناشِئِ صغیر، سَیِّد رَضیّ، شَریف مرتضی، مهیار دیلمی و اَبُوالْعَلاء مَعَرّی در این دوران شعر سروده‌اند. در نیمهٔ دوم خلافت عباسی، سروده‌های عاشورایی با تهی‌شدن از خونخواهی و مبارزه‌طلبی، شعری اشک‌طلب و دور از مقاومت شد، اما در همین زمان در مغرب که خلافت فاطمیان در جریان بود، خونخواهیِ حسین بن علی شدت یافت. عُمارَة اَلْیَمَنی از این شاعران است. از سدهٔ هفتم تا نهم هجری، به‌آرامی هَجوِ عاملان کربلا به طعن و فرجام‌خواهیِ اُخرَوی بر آنان تبدیل می‌شود و شاعرانِ اهل سنت نیز به میدان وارد می‌شوند. ابن سَناءُالْمُلک، ابن وَردیِ شافِعی و حسن مَخزومی از این گروهند. از سده‌های دهم تا پایان سدهٔ سیزدهم هجری، تقلید از شعر عرب رواج می‌یابد و بسیاری از فقیهان و عالمانی که در ادبیاتْ تَبَحُّری نداشتند، به این عرصه وارد می‌شوند. مقتل‌خوانی اوج می‌گیرد و پیام‌های عاشورایی به فراموشی سپرده می‌شود. بااین‌همه کسانی چون مُلّاکاظم اَزْری،   سید محمدمهدی بَحرُالْعُلوم، هاشم اَلْکَعبی، سید حیدر حِلّی و محمد نَصار در این دوران سروده‌های حماسی و احساسی دارند. در عصر حاضر، شعر عاشورایی در اوج خود قرار دارد و بسیاری از شاعران شیعه، سنی و حتی مسیحی در رثای حسین بن علی و واقعهٔ عاشورا شعر سروده‌اند مانند محسن اَبُوالْحُبّ، عبدالحسین جواهر، مهدی اَعْرَجی، زَکیّ اَلْمَحاسِنی، عَبدُالْمُنْعِم اَلْفَرطوسی، بولِس سَلامَة، سَعید اَلْعُسیلی، عبدالله اَلْعَلائِلی. در شعر معاصر ویژگی‌های حسین بن علی مانند هدایت‌گری، شجاعت، ظلم‌ستیزی، ایمان، فریادرسی و الگوی مبارزه بودنش مورد توجه قرار گرفته‌است. از شاعران این دوران می‌توان از محمد سَماوی، محمد کامل عاملی، مصطفی جمال‌الدین، عبدالقادر ناصری، ادوار مرقص، هادی کاشِفُالْغِطاء، احمد دَحْبور، یَحییٰ عبدُالْاَمیر شامی، آدونیس، مُظَفَّر نَوّاب، قاسم حَدّاد، عبدالرَّحمن شَرقاوی، محمد عفیفی، نَزار قَبّانی، اَمَل دُنْقُل، جواد جمیل و بَدْر شاکر سَیّاب نام برد.
تعزیهٔ حسن و حسین لوئیس پلی از آثار ادبیات انگلیسی قرن نوزدهم است که به زندگی حسین و برادرش پرداخته‌است.
از شاعران ترک زبان که در رثای حسین بن علی سروده‌ها دارند می‌توان بیضای اردبیلی و عباسقلی یحیوی و رحیم منزوی اردبیلی و عاصم کفاش را نام برد.

## یاداشت
1. ↑  The Miracle Play of Hasan and Husain: Collected from Oral Tradition